# Comandi di volo e sistemi di controllo del volo

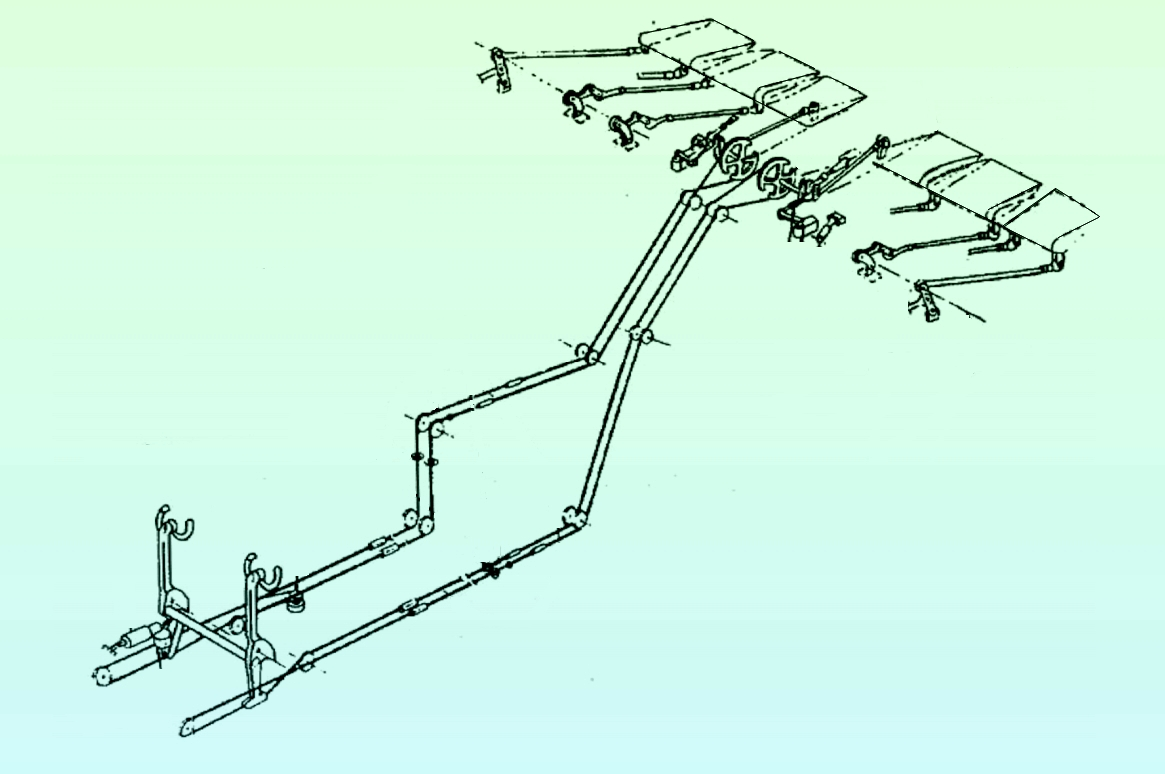
Disegno schematico comandi di volo con cavi e pulegge

I Comandi di volo ed i sistemi di controllo sono costituiti dall'insieme delle superfici di controllo di volo, i rispettivi controlli della cabina di guida, i collegamenti alle superfici, i meccanismi operativi necessari per controllare la direzione di un aeromobile in volo ed i controlli per i comandi del motore dei velivoli, in quanto comandano le variazioni di velocità.
I controlli dei comandi di volo sono ampliati nella voce Pilotaggio degli aeroplani, dove vengono dettagliati gli essenziali comandi su cui il pilota può agire per modificare l'assetto, la direzione e la velocità.

## Comandi in cabina

### Controlli primari
I controlli primari dei comandi in cabina, generalmente sono i seguenti:
- la cloche o barra di comando, con movimenti laterali per il comando degli alettoni  e con spostamenti in avanti e indietro per i comandi all’equilibratore.
- la pedaliera per il controllo dell'imbardata attraverso il comando del timone.
- La manetta per il comando della quantità di gas al motore e per la regolazione della velocità.

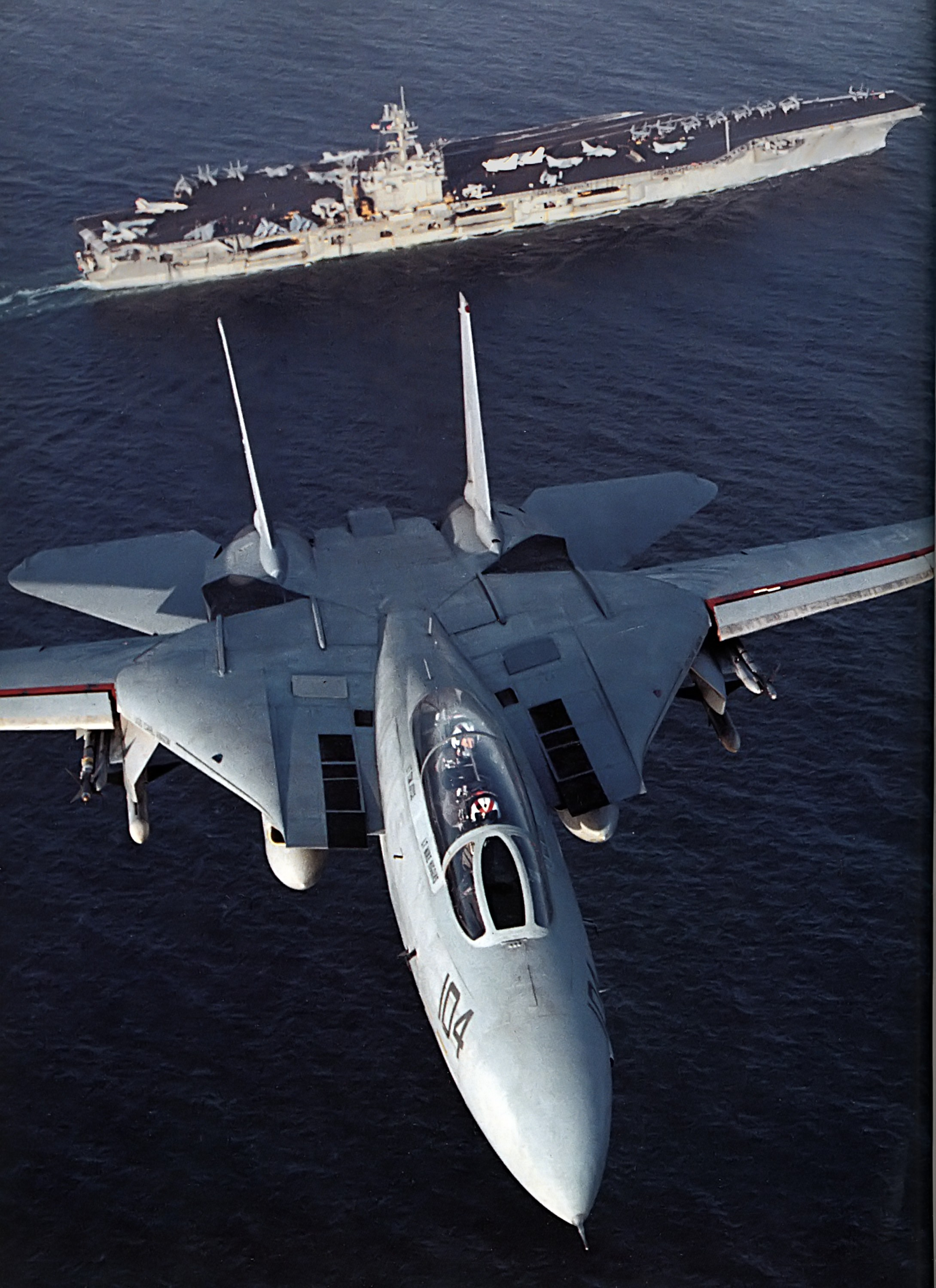
Grumman F-14 Tomcat con impennaggio bideriva

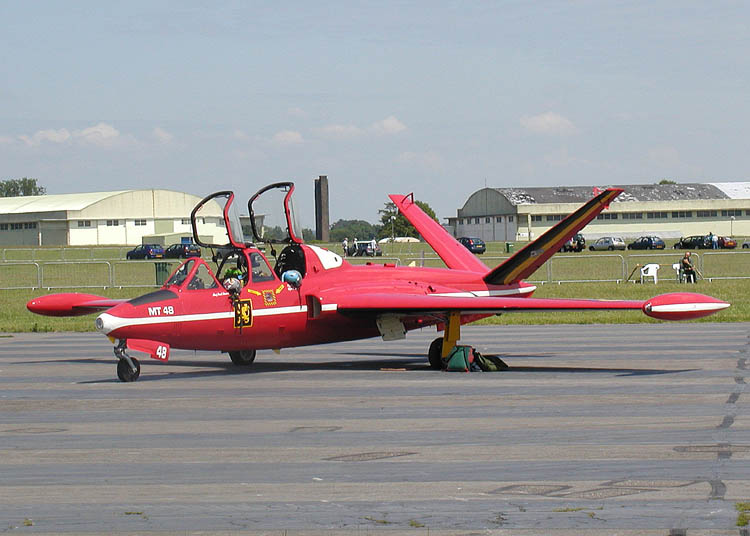
Fouga Magister CM-170R con impennaggio a V

Anche quando un aereo usa superfici di controllo di volo non convenzionali, come un impennaggio bideriva oppure con deriva a V, flaperons, oppure elevoni, per evitare confusione al pilota i sistemi di controllo di volo del velivolo sono comunque progettati in modo convenzionale: la barra di comando o cloche per il controllo del rollio e del beccheggio, la pedaliera del timone per l'imbardata.

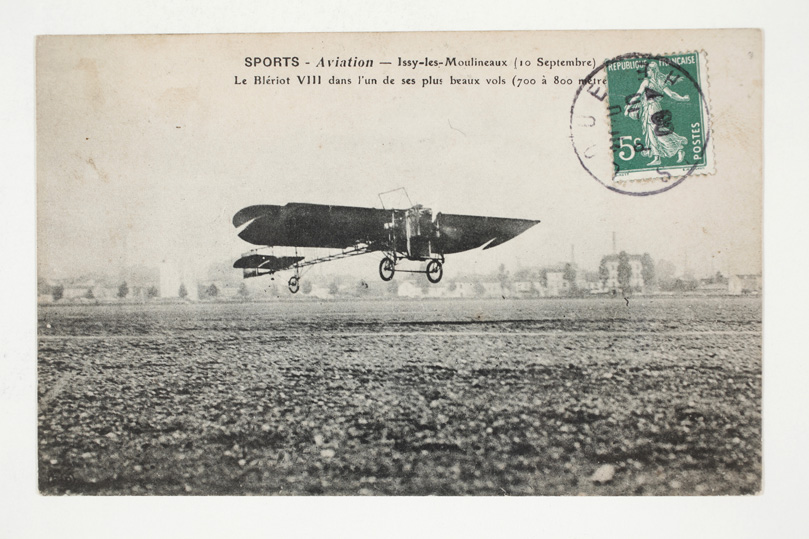
Un Blériot VIII a Issy-les-Moulineaux, il primo velivolo progettato con i primi comandi di volo come quelli ancora in uso.

Lo schema base per i moderni comandi di volo fu introdotto dai pionieri dell'aviazione francese Robert Esnault-Pelterie e Louis Blériot con i controlli Esnault-Pelterie sul monoplano Blériot VIII nell'aprile 1908; il sistema fu standardizzato nel luglio 1909 sul Blériot XI per la traversata della Manica.
I comandi di volo sono stati insegnati per molti decenni, e resi popolari da manuali di volo come Stick and Rudder: An Explanation of the Art of Flying scritto nel 1944 da Wolfgang Langewiesche.

### Controlli secondari
Oltre ai controlli di volo primari per rollio, beccheggio e imbardata ci sono spesso a disposizione del pilota, dei controlli secondari per migliorare le condizioni di volo o per alleviargli il carico di lavoro. Il trim è il controllo più comunemente disponibile ed è un dispositivo per controllare l’assetto, in modo che il pilota non abbia da mantenere costantemente la forza sulla barra di comando, per spostarla in avanti o indietro, per tenere un assetto specifico (altri tipi di compensatori sono per il timone e per gli alettoni, generalmente comuni sugli aerei di grandi dimensioni).  Altri controlli di volo secondari sono gli ipersostentatori, posizionati sul bordo di uscita e sul bordo d'attacco dell'ala, che vengono tipicamente azionati durante le fasi di decollo e di atterraggio al fine di aumentare la portanza sull'ala a parità di velocità del velivolo.

## Sistemi di controllo del volo

### Sistemi Meccanici

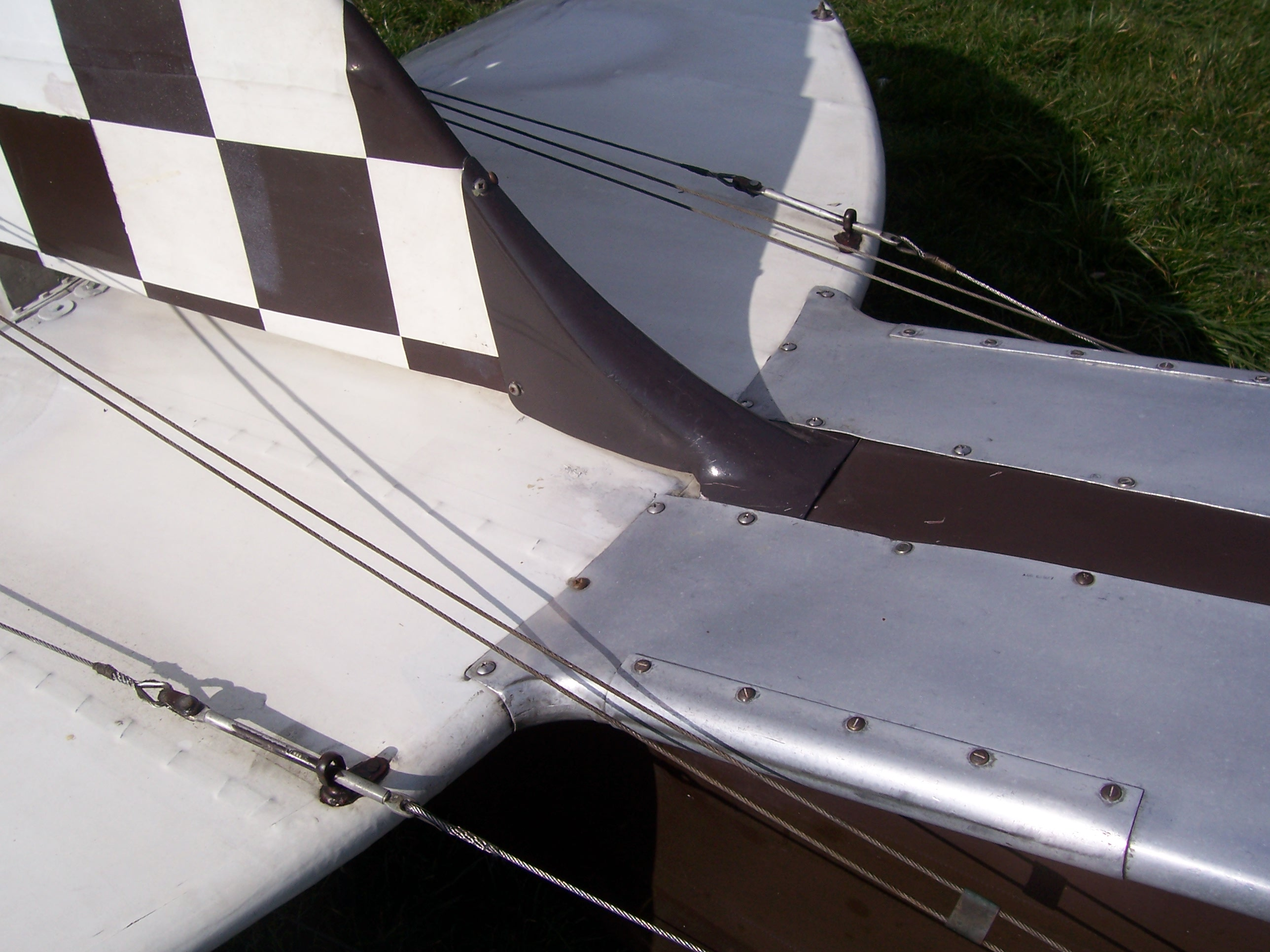
_{Velivolo de Havilland Tiger Moth con i comandi del timone via cavi.}

I sistemi meccanici o manuali, sono il metodo più semplice per il controllo di un velivolo. Essi sono stati utilizzati nei primi aeromobili e sono attualmente utilizzati in piccoli aerei, dove le forze aerodinamiche non sono eccessive. I primi velivoli, come il Wright Flyer I, Blériot XI e Fokker Eindecker utilizzavano la deformazione dell'ala per controllare il rollio e non le convenzionali superfici di controllo, ed a volte neanche per il controllo dell'assetto longitudinale (a picchiare o a cabrare) come il Wright Flyer I e le versioni originali del 1909 dell'Etrich Taube, che avevano solo un doppio timone che regolava l'imbardata.

Un sistema di controllo del volo manuale, utilizza un insieme di parti meccaniche quali: aste, cavi in tensione, pulegge, contrappesi, e talvolta catene per trasmettere le forze applicate dal pilota direttamente alle superfici di controllo. Per regolare la tensione del cavo di comando sono spesso utilizzati dei tenditori. Il Cessna Skyhawk è un tipico esempio di un aeromobile che utilizza questo tipo di sistema manuale non potenziato.

Il blocco comandi (in lingua inglese gust lock) con sistemi meccanici è spesso utilizzato quando il velivolo è parcheggiato, per proteggere le superfici di controllo ed i collegamenti ed evitare danni provocati dal vento.

^{Schema di un circuito idraulico con valvola di comando manuale}

In velivoli di grandi dimensioni e quindi con grande superficie alare oppure elevati carichi aerodinamici derivanti dalla velocità e nei velivoli ad alte prestazioni, si rende necessario l'utilizzo di sistemi motorizzati per ridurre lo sforzo del pilota ed ottenere il massimo vantaggio meccanico.

### Sistemi idromeccanici
La complessità e il peso dei sistemi di controllo del volo, aumentano notevolmente con le dimensioni e le prestazioni del velivolo, ma l'utilizzo di attuatori idromeccanici aiuta a superare queste limitazioni. Con i sistemi idraulici di controllo del volo, le limitazioni alle dimensioni e alle prestazioni del velivolo sono date da motivi economici e non dalla forza muscolare del pilota. Nei primi tempi sono stati usati sistemi solo parzialmente assistiti, per cui il pilota aveva ancora la sensazione dei carichi aerodinamici sulle superfici di controllo (feedback).

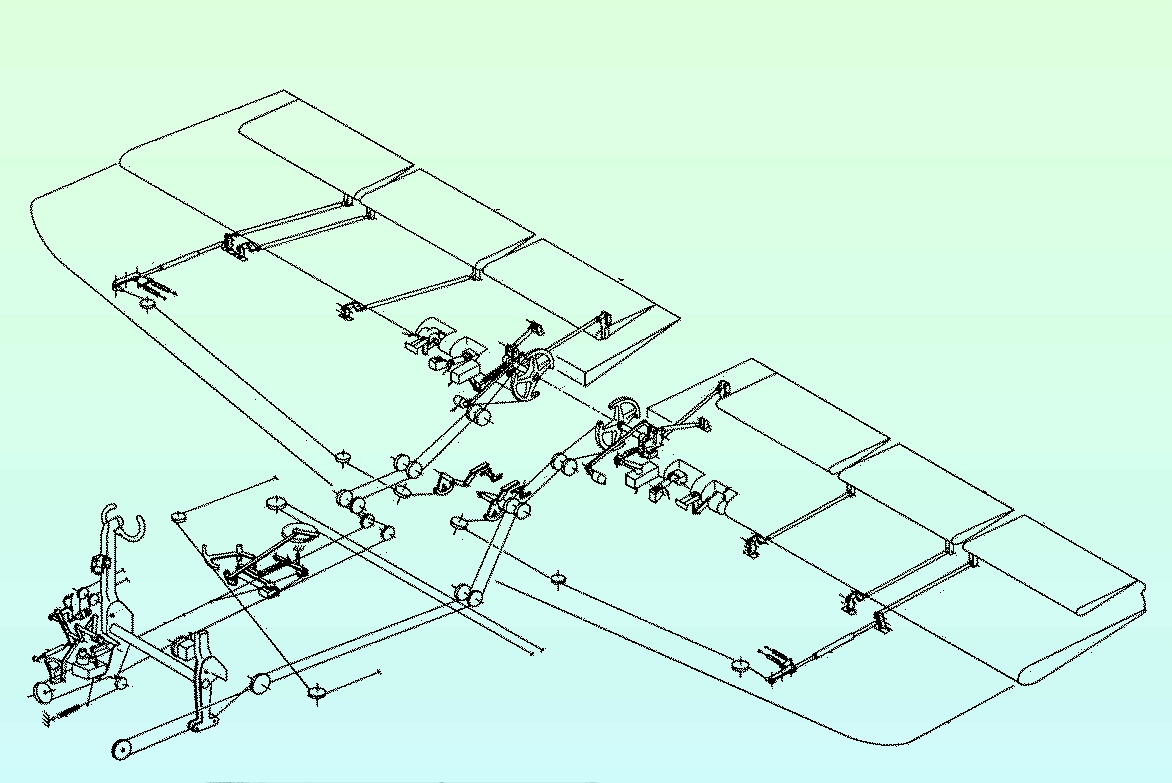
^{Disegno schematico comandi di volo}

Un sistema idromeccanico di controllo del volo è composto principalmente da:
- Un circuito meccanico, che collega i comandi della cabina con i circuiti idraulici; è composto di aste, cavi, pulegge, e talvolta catene.
- Un circuito idraulico, con pompe idrauliche, serbatoi, filtri, tubi, valvole e attuatori idraulici. Gli attuatori sono alimentati dalla pressione idraulica generata dalle pompe del circuito idraulico e convertono la pressione idraulica in movimenti delle superfici di controllo. Le servo valvole controllano il movimento degli attuatori.

L'azione del pilota su un comando in cabina, fa sì che il circuito meccanico apra la servovalvola corrispondente nel circuito idraulico. Il circuito idraulico mette in funzione gli attuatori che muovono le superfici di controllo. Quando l'attuatore entra in funzione, la servovalvola viene chiusa da un collegamento di retroazione che blocca il movimento della superficie di controllo nella posizione desiderata.
Questa tipologia di servomeccanismi si poteva trovare in passato in aviogetti da trasporto e velivoli ad alte prestazioni come l'Antonov An-225 e il Lockheed SR-71.

### Dispositivi di sensibilità artificiali
Con i sistemi di controllo di volo puramente meccanici, le forze aerodinamiche sulle superfici di controllo sono trasmesse attraverso i meccanismi ed avvertiti direttamente dal pilota, consentendo un feedback della velocità dell'aria e relative sollecitazioni. Con i sistemi di controllo di volo idromeccanici, tuttavia, il carico sulle superfici non può essere sentito e vi è il rischio di sovra sollecitazioni dell'aeromobile attraverso l'eccessivo movimento superficie di controllo. Per superare questo problema, sono stati utilizzati dei dispositivi di sensibilità artificiale.

### Dispositivi anti-stallo
Gli aerei ad ala fissa possono essere dotati di dispositivi per prevenire, rimandare uno stallo o per facilitarne il recupero:
- Generatori di vortici
- Avvisatore di stallo
- Stick pusher, è un dispositivo oleodinamico (o servomeccanico) che spinge in avanti il comando dell'equilibratore quando l'angolo di attacco raggiunge predeterminati valori.
- Stall Strips, sono dispositivi fissati sul bordo d'attacco dei velivoli ad ala fissa per modificare le caratteristiche aerodinamiche del profilo alare. Lo scopo principale è quello di avviare la separazione del flusso in determinati punti dell'ala durante il volo in caso di alto angolo di attacco, in modo tale da migliorare la controllabilità del velivolo quando entra in stallo. Sono normalmente installati in coppie, simmetricamente su entrambe le ali.
- anti-stall strake è un'estensione del bordo d'entrata di un profilo alare che genera un vortice sulla superficie superiore dell'ala per ritardarne lo stallo.

#### Stick shaker
Lo stick shaker (letteralmente scuoti-barra) è un dispositivo meccanico che fa vibrare velocemente e rumorosamente la barra di comando per avvertire il pilota che è imminente uno stallo.

## Sistemi di controllo Fly-by-wire
Il sistema di controllo Fly-by-Wire, a volte chiamato Digital-Fly-by-Wire, e abbreviato in FBW, letteralmente volare tramite cavo,  è un sistema che sostituisce i tradizionali comandi di volo diretti (cioè direttamente connessi agli elementi da controllare, meccanicamente o tramite un sistema idraulico) con un sistema di comando elettronico digitale. Le connessioni meccaniche tra barra di comando e superfici alari sono così sostituite da una catena di trasduttori e sensori (potenziometri ed encoder) che dalla cloche inviano, tramite segnali elettrici, la posizione della stessa a uno o più computer che, dopo opportune elaborazioni, trasmettono i segnali ad appositi attuatori i quali a loro volta muovono le superfici aerodinamiche attraverso il sistema idraulico o attraverso attuatori elettromeccanici.

## Ricerca
Ci sono diversi progetti di ricerca e sviluppo tecnologico per integrare le funzioni dei sistemi di controllo del volo per gli alettoni, equilibratori, elevoni, flaps, e flaperon nelle ali, al fine di perseguire migliorie aerodinamiche con il vantaggio di ridurre: massa, costo, resistenza, inerzia (per una più rapida e efficace risposta al controllo), complessità (minor numero di parti o superfici meccanicamente più semplici, che richiedono minore manutenzione) ed una sezione trasversale con minore tracciabilità radar. Questi sistemi possono essere utilizzati in molti velivoli senza equipaggio (UAV) e velivoli da combattimento di sesta generazione. Come esempio significativo si riporta il progetto Boeing X-53 Active Aeroelastic Wing ed il progetto UAV Demon di BAE Systems come parte del progetto "FLAVIIR".

### Precisazioni
1. ↑  Al 2016 gli attuatori elettromeccanici sono ancora in fase di sviluppo a causa della loro problematica di affidabilità e reazione ai guasti.
 J. A. Rosero, J. A. Ortega ; E. Aldabas ; L. Romeral, Moving towards a more electric aircraft, IEEE, ISSN 0885-8985 (WC · ACNP).